# 宇摩向山古墳
宇摩向山古墳（うまむかいやまこふん）は、愛媛県四国中央市金生町（きんせいちょう）下分にある古墳。形状は長方形墳。国の史跡に指定されている。
長方形墳としては四国地方で最大規模の古墳で、7世紀前半（古墳時代終末期）頃の築造と推定される。

## 概要
愛媛県東部、宇摩平野東部を二分する金生川の東岸の丘陵先端部に築造された大型長方形墳である。1墳丘2石室の古墳であり、西石室（1号石室）は「雌塚（めんづか）」、東石室（2号石室）は「雄塚（おんづか）」と称され、かつては古墳全体をして「伊予の石舞台」とも称された。2003年度（平成15年度）以降に発掘調査が実施されている。
墳形は長方形で、東西約70メートル（推定）・南北46メートルを測る。長方形墳としては四国地方で最大規模であり、全国的にも有数の規模になる。墳丘の南側・北側には幅5メートル・深さ2メートルの周濠が巡らされるほか、西側では平坦造成面が認められる。埋葬施設は2基の横穴式石室で、西・東に1号石室・2号石室が並びいずれも南方向に開口する。いずれも結晶片岩の巨石が使用された大型石室であるが、1号石室は良好に遺存する一方、2号石室は半埋没状態にある。そのうち2号石室は全長14.3メートル・玄室高さ3.8メートルを測り、四国地方では最大級の規模になる。石室内の詳細な調査は実施されていないが、副葬品として1号石室内から金銅環・玉髄勾玉・須恵器等の出土が伝わる。
築造時期は、古墳時代終末期の7世紀前半（または7世紀初頭）頃と推定される。宇摩地方では本古墳の築造を最後として大規模古墳の築造を終える。本古墳は当時としては全国的にも大規模な古墳であり、当該時期における畿内ヤマト王権と宇摩地方との関係が注目されるほか、古墳時代後期-終末期に四国地方東部に分布する1墳丘2石室の古墳の代表例としても重要視される古墳になる。
古墳域は2011年（平成23年）に国の史跡に指定されている。

## 遺跡歴
- 1893年（明治26年）、1号石室の開扉[2]。
- 大正-昭和初期、2号石室天井石が石碑に転用[4]。
- 1949年（昭和24年）7月17日、「向山古墳」の名称で愛媛県指定史跡に指定。
- 2003-2008年度（平成15-20年度）、発掘調査（川之江市教育委員会（四国中央市教育委員会）、2009年に報告）[6]。
- 2011年（平成23年）9月21日、「宇摩向山古墳」の名称で国の史跡に指定[1]。

## 埋葬施設

1号石室 俯瞰図

1号石室 展開図

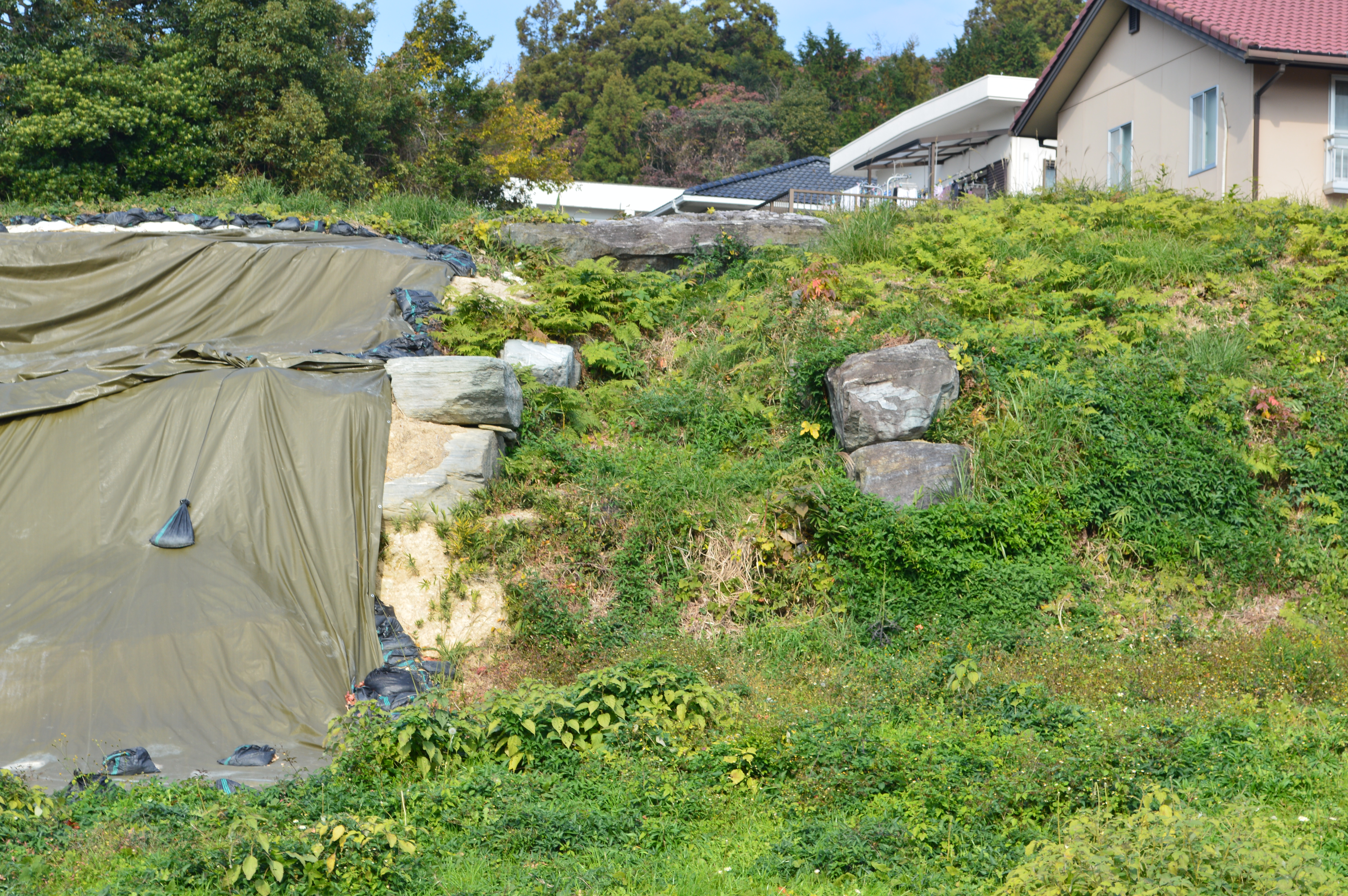
2号石室

埋葬施設としては2基の横穴式石室（1号石室・2号石室）が構築されており、いずれも南方向に開口する。石室の規模は次の通り。
1号石室（西石室）
- 石室全長：10.8メートル
- 玄室：長さ3.9メートル、幅2.5メートル、高さ2.6メートル

2号石室（東石室）：半埋没
- 石室全長：14.3メートル以上
- 玄室：高さ3.8メートル

石室の石材には、中央構造線外帯（南側）で産出する結晶片岩が使用される。石材の重量は両石室を合わせると数百トンにも及び、それらが遠隔地から搬入されたことを示す。両石室が平行する点、両石室の床面の標高が同じである点から、古墳築造当初から1号石室・2号石室の2基の構築が企図されたとみられる。
1号石室は1893年（明治26年）に開扉されており、金銅環・玉髄勾玉・須恵器（子持坏・子持壺・平瓶）等が出土したと伝わる。

1号石室
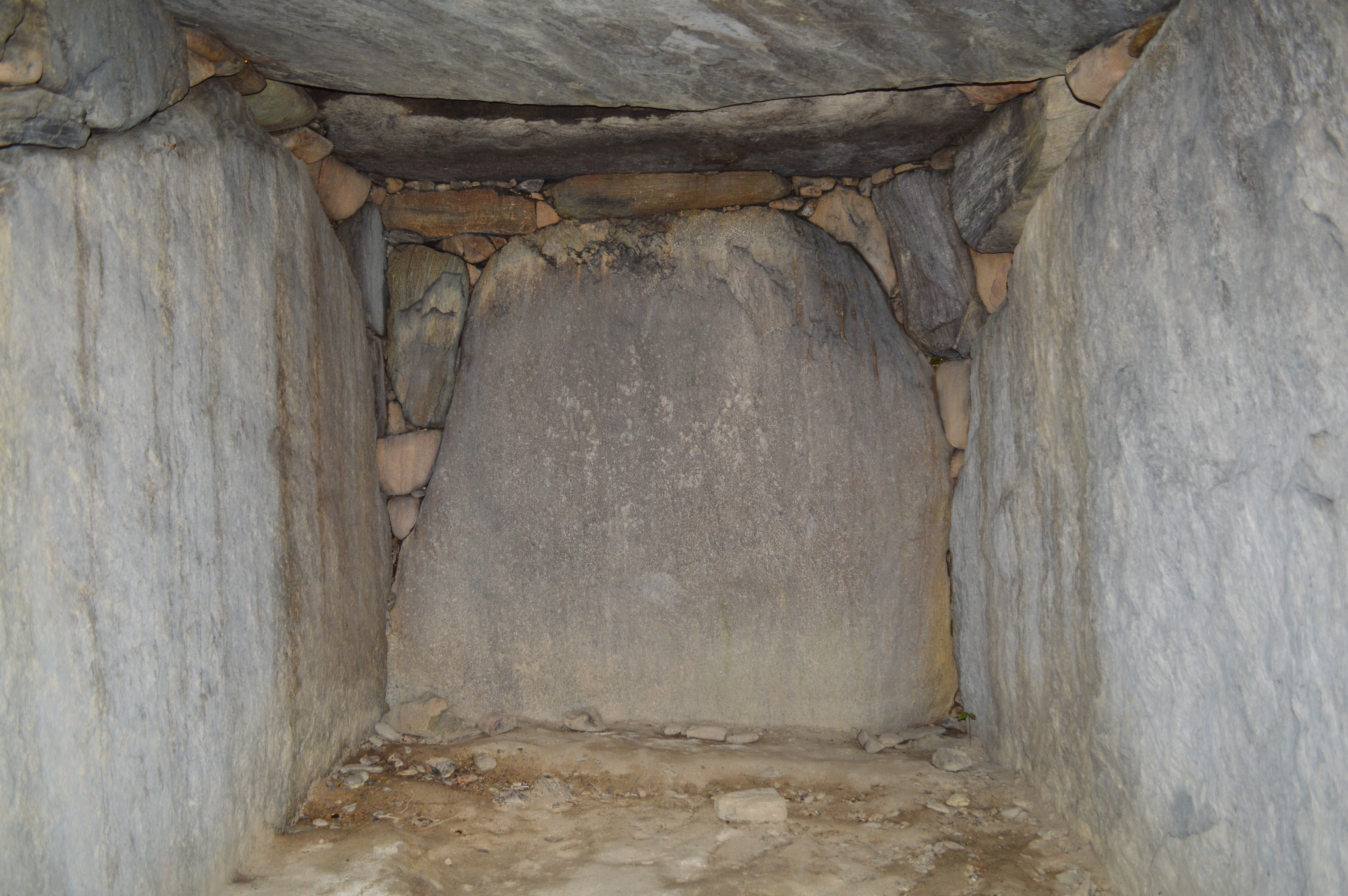
玄室（奥壁方向）
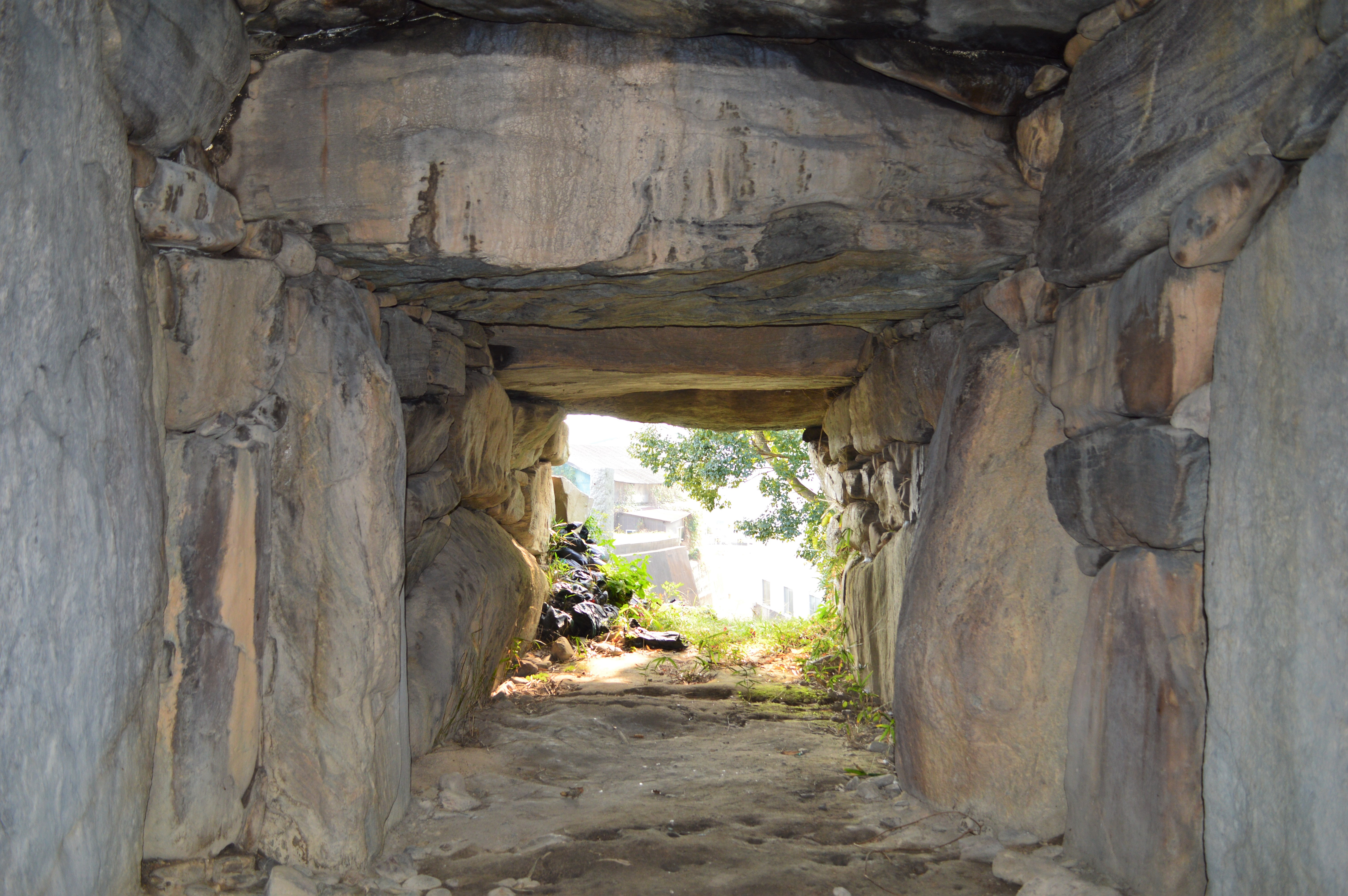
玄室（開口部方向）
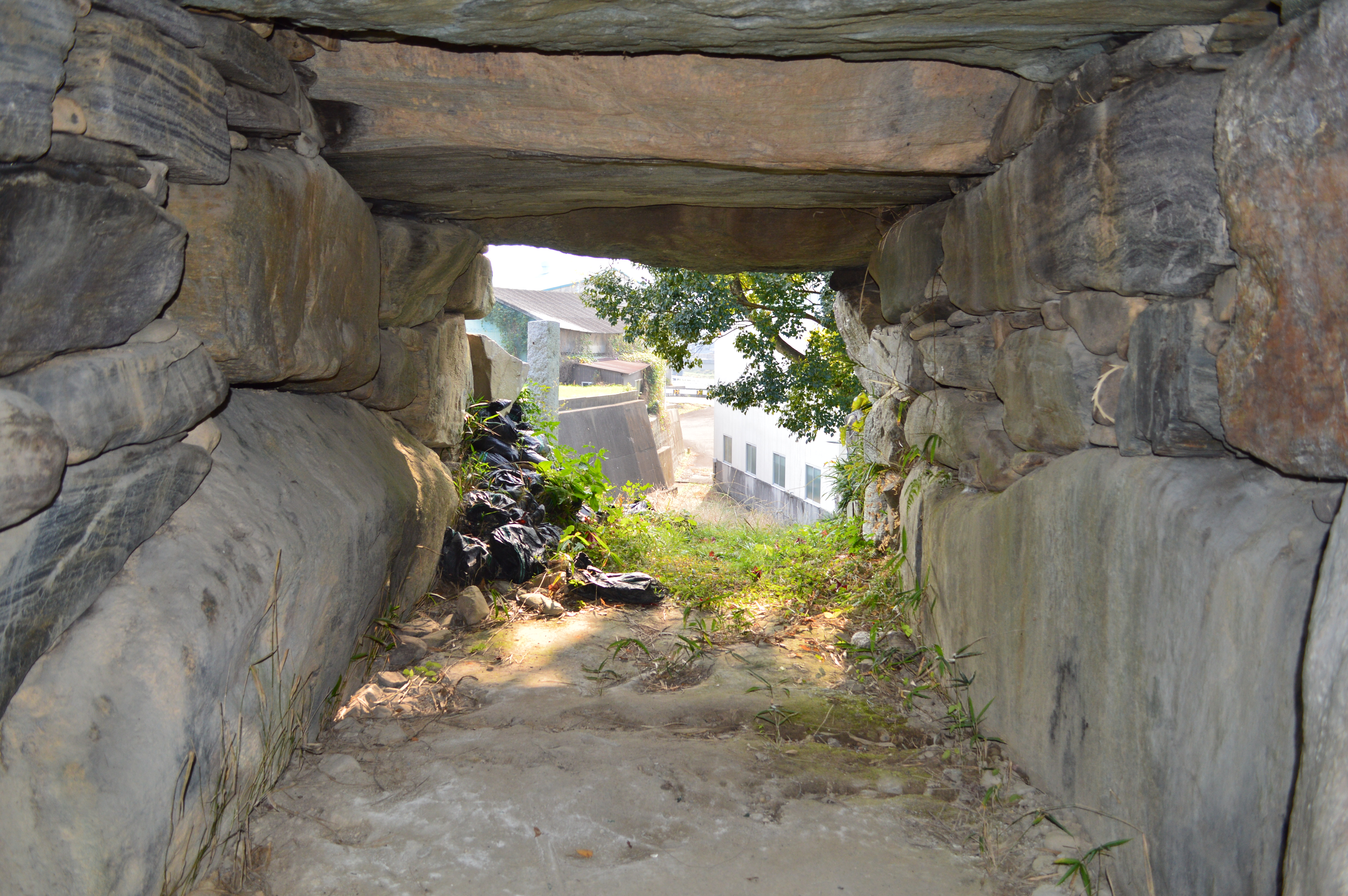
羨道（開口部方向）
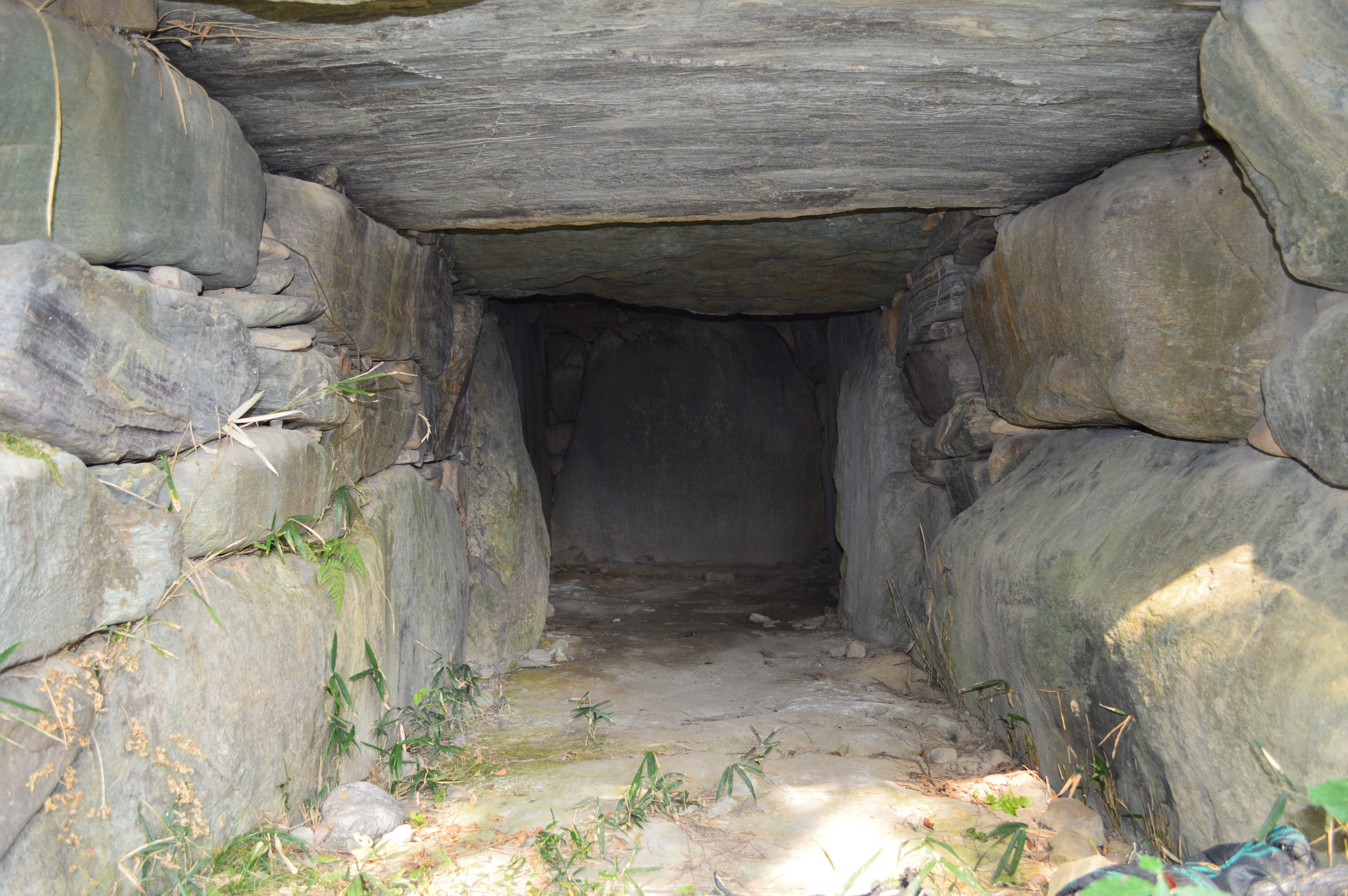
羨道（玄室方向）
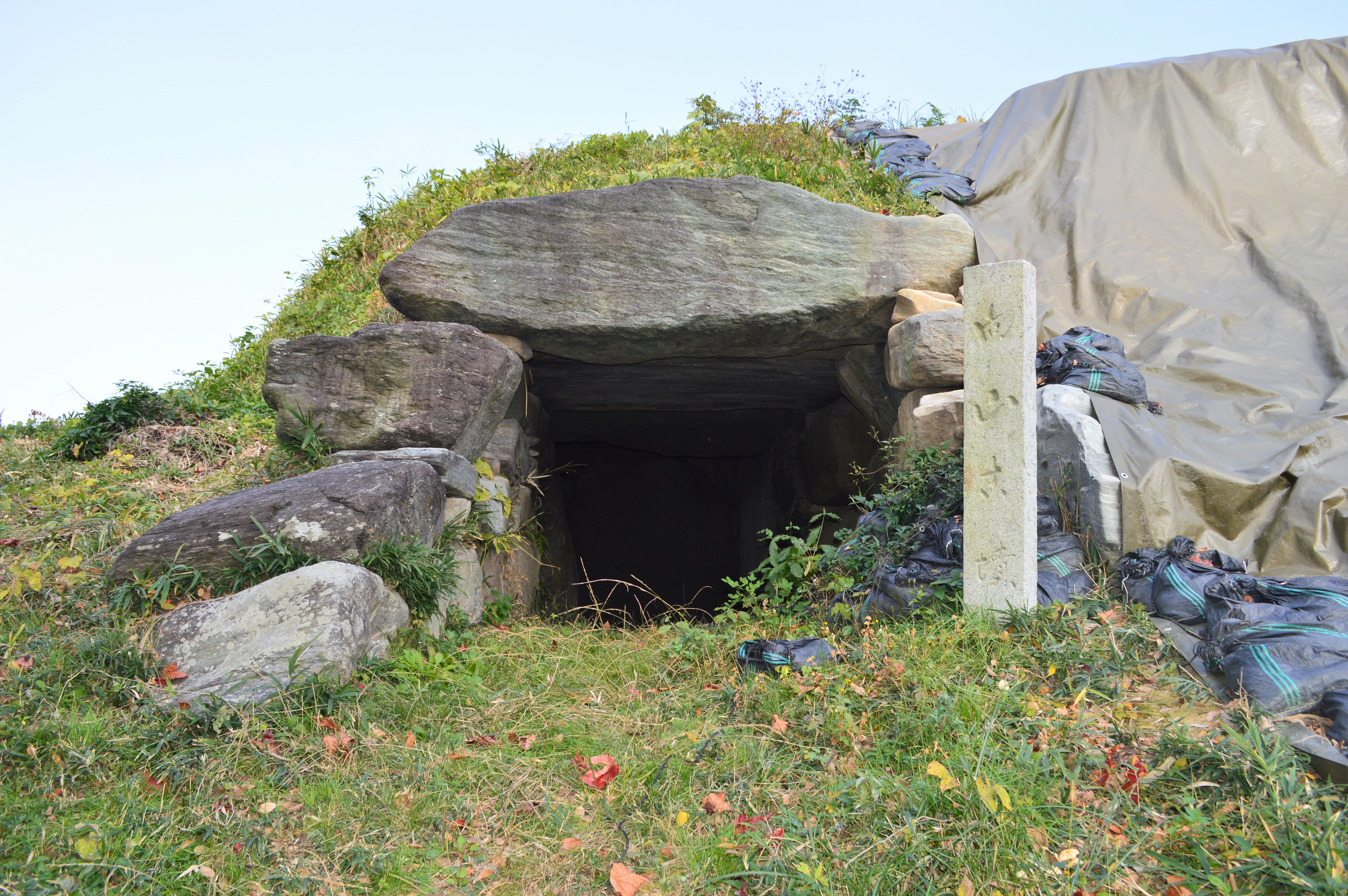
開口部

## 文化財

### 国の史跡
- 宇摩向山古墳 - 2011年（平成23年）9月21日指定[1][8]。

## 関連施設
- 四国中央市歴史考古博物館（四国中央市川之江町）

## 関連文献
（記事執筆に使用していない関連文献）
- 『宇摩向山古墳発掘調査報告書I -平成15年度-平成20年度調査報告書-』四国中央市教育委員会〈四国中央市埋蔵文化財調査報告2〉、2009年。
- 『史跡宇摩向山古墳保存管理計画』四国中央市教育委員会、2015年。